# Andreas Alois Di Pauli

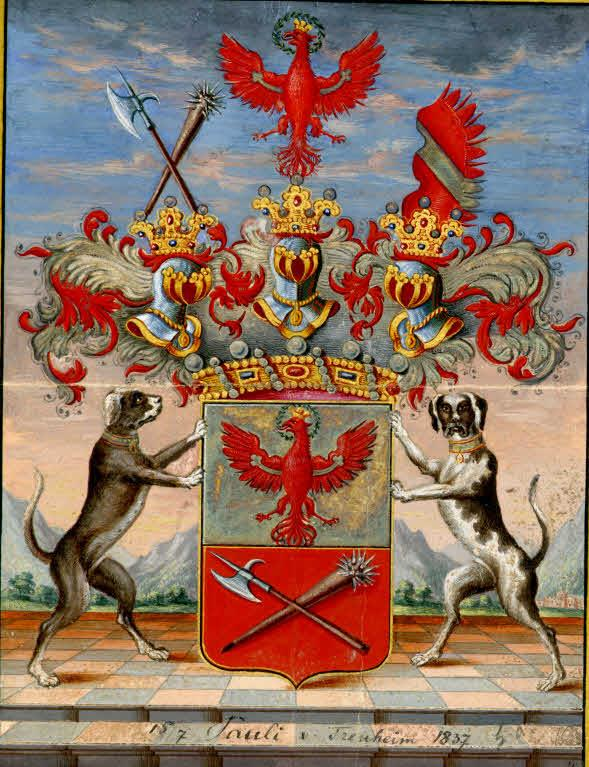
Familienwappen im Adelsdiplom

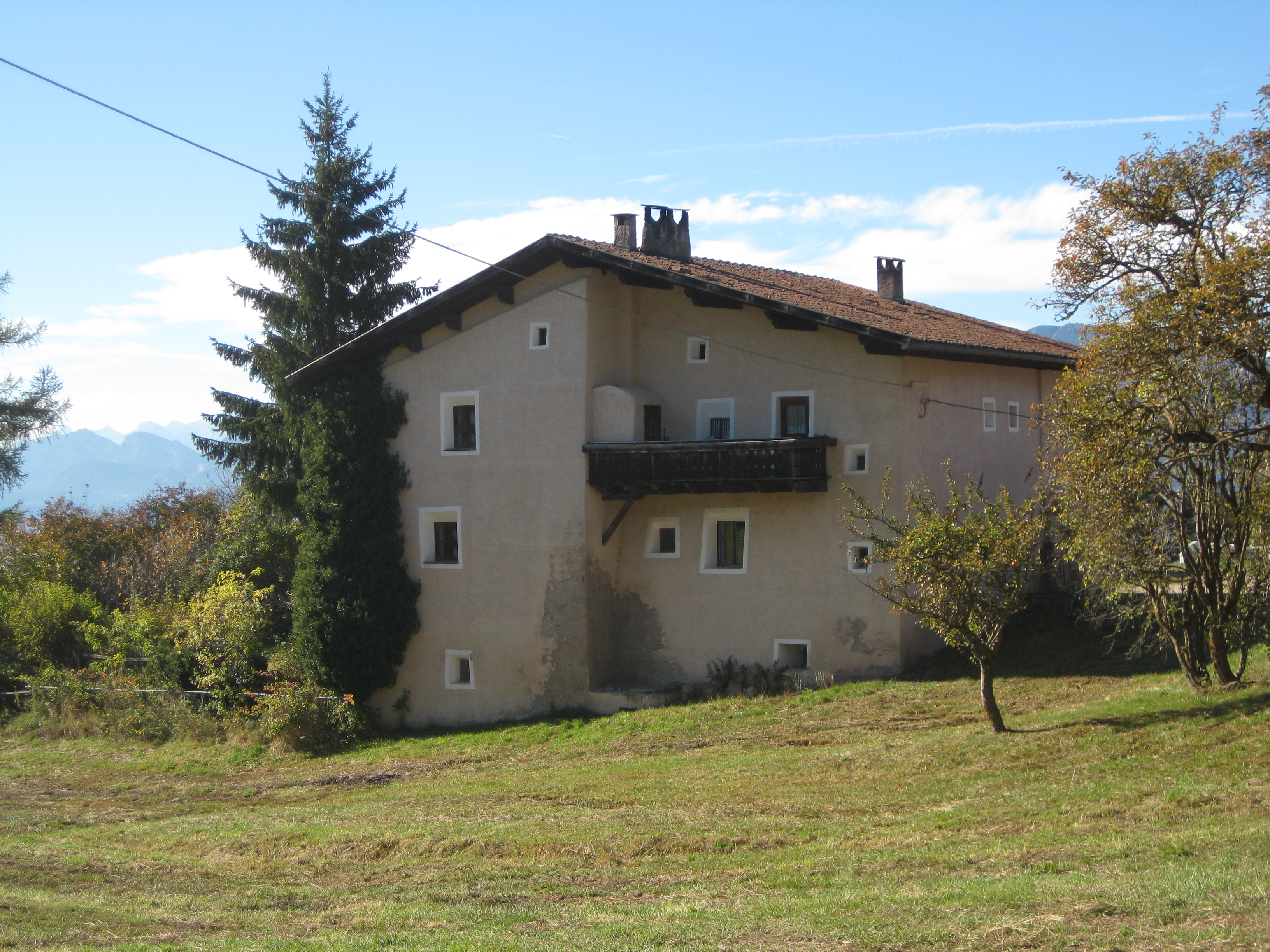
Hof Matznell in Aldein

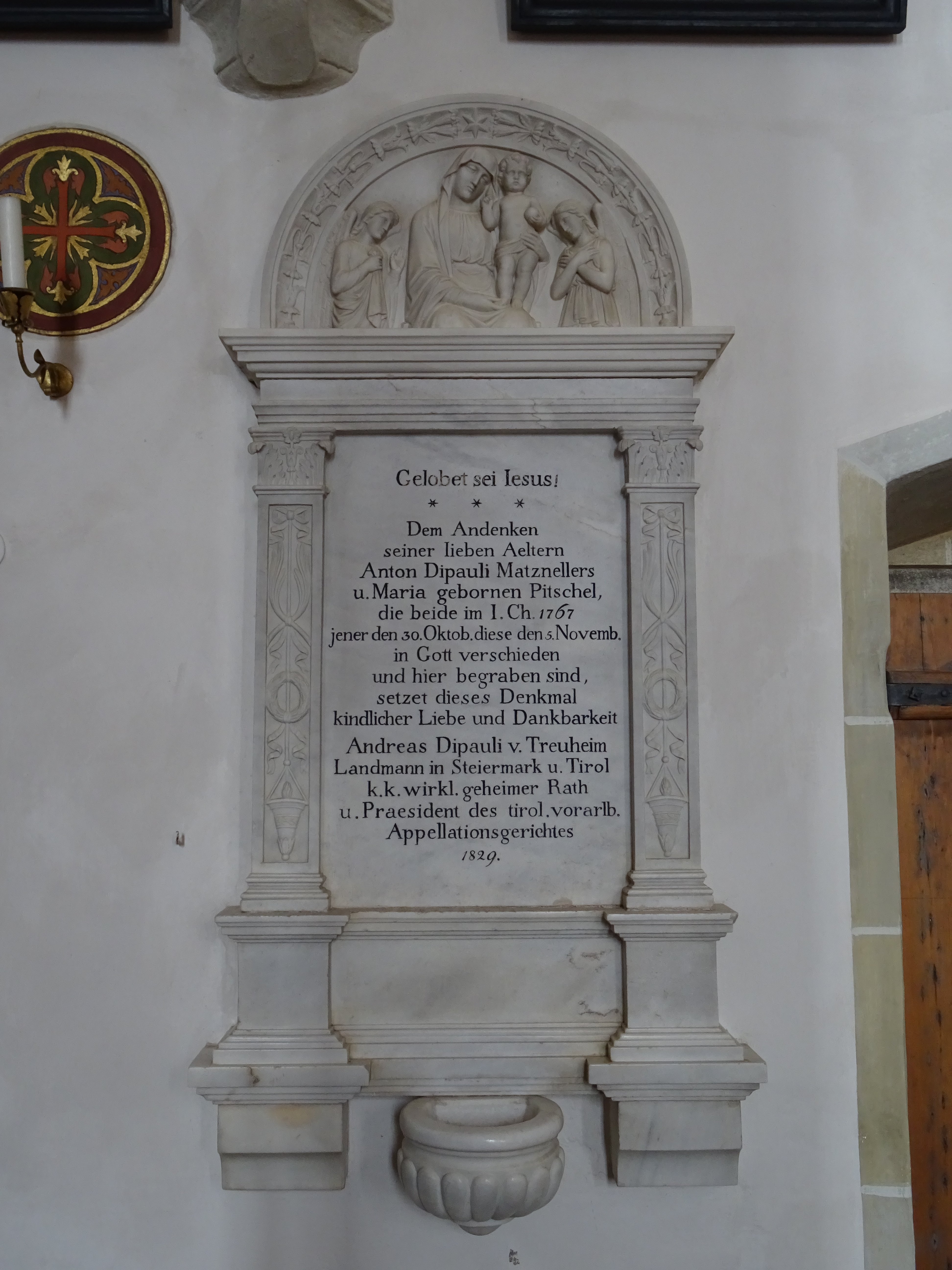
Gedenkstein den Andreas Di Pauli für seine verstorbenen Eltern stiftete

Andreas Alois Di Pauli Freiherr von Treuheim (* 14. November 1761 in Aldein; † 25. Februar 1839 in Innsbruck) war ein österreichischer Jurist, Appellations- und Hofrat der obersten Justizstelle, sowie Präsident des Oberappellationsgerichtshofes, der in den erblichen Ritter- und Freiherrenstand erhoben wurde.

## Leben
Seine Eltern waren Anton Dipauli (1728–1767) und dessen Ehefrau Maria geb. Pitschl († 1767). Sein Großvater Johann Dipauli (1699–1731) stammte ursprünglich aus Carano im Fleimstal. Andreas Alois Di Pauli wuchs auf dem Hof Matznell in Aldein bei Neumarkt südlich von Bozen auf. Sein Vater, ein wohlhabender Bauer, konnte lesen und schreiben und sprach neben Deutsch auch Italienisch. Seine Mutter brachte ihm lesen und schreiben bei. Nachdem seine Eltern in kürzester Zeit nacheinander starben kam er und seine zwei jüngeren Schwestern als Vollwaise zu einem Vormund. Laut Testament viel ihm der elterliche Hof Matznell zu. Italienisch lernte er erst 1772 in Cavalese. Der hochbegabte Schüler besuchte seit 1773 das Gymnasium in Brixen und darauf das Gymnasium in Innsbruck. Seit 1779 studierte er an der Universität Innsbruck Philosophie und Jura, anschließend 1784 an der Universität Pavia, wo er den Doktorgrad errang. Nach Innsbruck zurückgekehrt, begann er seine Ämterlaufbahn beim Landgericht Sonnenburg und 1786 beim Fiskalamt. Der Magistrat von Bozen wählte ihn zum Rat, in welchem Amt er am 12. August 1788 vom Gubernium bestätigt wurde. 
Am 15. April 1788 heiratete er die aus einer Bozener Bürgersfamilie stammende Maria Anna Knoll von Dornhof. Das frischvermählte Paar unternahm eine Hochzeitsreise, die sie über Verona, Mantua, Modena, Bologna, Florenz, Pisa, Livorno, Ferrera, Venedig und Bassano zurück nach Bozen führte. Am 22. Juli 1790 nahm er in Innsbruck als Vertreter der Stadt Bozen am Landtag teil und erhielt am 13. November 1790 das Bürgerrecht von Bozen. Als gewähltes Mitglied der Hofdeputation verbrachte er 1791 vier Monate in Wien. 1792 nahm er als Vertreter von Bozen erneut am Tiroler Landtag teil. Darauf begann er mit dem Aufbau einer eigenen Bibliothek. 1794 wurde er zum k. k. Rat- und Landschreiber befördert. In den Koalitionskriegen sandte ihn 1796 der Landeskongress in das Generalhauptquartier nach Roveredo um Hilfe anzubieten. Anschließend stattete er als Kongressdeputierter in Wien den Kaiser persönlich über die Lage vor Ort Bericht, worauf man Di Pauli zum Referenten der Bozner Schutzdeputation, zur Leitung der Landesverteidigung ernannte. 1797 erhielt er Auf Grund seiner Verdienste als Landesverteidiger die kleine und große ständische Ehrenmedaille. Am 15. März 1799 wurde ihm die Funktion des Landsturmkommissars von Vintschgau übertragen. Nach dessen Auflösung trat er wieder in sein Amt als Richter zurück. Am 29. Dezember 1798 erlangte er den erbländisch-österreichischen Ritterstand und das Prädikat „von Treuheim“. 1800 begab er sich als Referent der südlichen Schutzdeputation zur k. k. Armee nach Italien. 1803 ernannte man ihn in Innsbruck zum Appellationsrat sowie 1805 zum landesfürstlichen Kommissar und Generalreferenten. 1810 heiratete er in zweiter Ehe Anna von Mayrl aus Bozen. 
Nachdem er zeitweise dem Präsidium des Appellationsgerichts sieben Monate leitend vorstand, wechselte er am 12. Januar 1816 als Hofrat zu obersten Justizstelle nach Wien und war dort seit dem 8. August 1816 Mitglied der Hofkommission in Gesetzessachen. Am 29. März 1822 sandte ihn der Kaiser als Landrechtspräsident nach Grätz in die Steiermark. 1824 beförderte man ihm zum Präsidenten des Appellationsgerichts für Tirol und Vorarlberg sowie des obersten Justizhofes des Fürstentums Liechtenstein. Nach fünfzig Dienstjahren erhielt er 1827 die Würde eines Geheimrates und den österreichisch-kaiserlicher Leopoldorden. Die Akademie der bildenden Künste Wien ernannte ihn 1836 zum Ehrenmitglied. Am 15. Juli 1837 erhob ihn der Kaiser in Wien in den erblichen österreichischen Freiherrenstand. Seit dem Winter 1837 nahm sein Sehvermögen ab. Er starb am 25. Februar 1839 im Beisein seiner Söhne und wurde auf dem Friedhof von Innsbruck beigesetzt. Als bedeutender Handschriftensammler umfasste seine Bibliothek zuletzt 1400 Bände.

## Familie
Andreas Alois Di Pauli heiratete am 15. April 1788 in Bozen Maria Anna Knoll von Dornhof (* 1763 in Bozen; † 26. Oktober 1806) und 1810 in zweiter Ehe Anna von Mayrl (* 25. Juni 1766 in Bozen; † 21. Mai 1835). Seine zweite Ehe blieb kinderlos. Aus der ersten Ehe stammen folgende Kinder:
- Franz Di Pauli Freiherr von Treuheim (* 2. Juni 1789), k. k. Appellationsrat in Mailand
- Joseph Di Pauli Freiherr von Treuheim (* 19. Februar 1791; † 1845), k. k. Hofrat in Verona,

⚭ 27. August 1827 Franziska Schasser von Thannheim
- Alois Maria Johann Timotheus Di Pauli Freiherr von Treuheim (* 26. Januar 1806; † 1889), k. k. Landgerichtsrat in Innsbruck

⚭ 28. August 1837 Karoline Schasser von Thannheim

## Werke (Auswahl)
- Der offene Tiroler Landtag von 1790
- Der Sammler für Geschichte und Statistik von Tirol, Zeitschrift in fünf Bänden, 1809
- Bemerkungen eines Tirolers über die Volksunruhen im Innkreise im Dezember 1813, 1814
- Lebensgeschichte des Landmessers Blasius Hueber, 1815
- Der Historien- und Fresko-Maler Joh. Holzer, 1830
- Über das vermeintliche ehemalige Kloster im Thale Martell, 1840